# Championnats du monde de gymnastique acrobatique 1982
Navigation
Édition précédente Édition suivante
Les championnats du monde de gymnastique acrobatique 1982, cinquième édition des championnats du monde de gymnastique acrobatique, ont eu lieu du 9 au 11 septembre 1982 à Londres, au Royaume-Uni.